# ビンディー

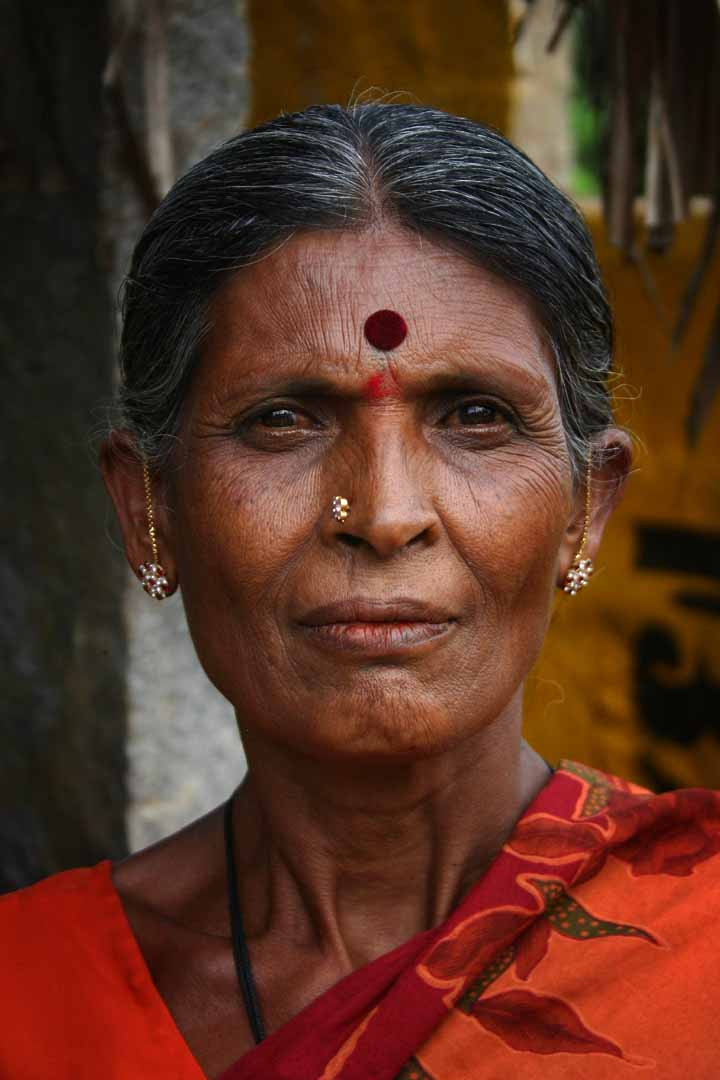
ビンディー（赤丸）とティラカ（その下の赤い印）をした女性

ビンディー（ヒンディー語: बिंदी）は、額に施す装飾。原則として既婚で、なおかつ夫が存命中のヒンドゥー教徒の女性がつけるものである。
ビンディーはヒンディー語であり、その語源はサンスクリットで「点」を意味する「ビンドゥ（बिंदु, bindu）」である。ヒンディー語では第2音節を伸ばすが、インド国外では伸ばさずビンディということもある。
伝統的には硫化水銀を含む赤い顔料、スィンドゥールで小さな赤丸を描く。近年ではそれを模したシールに取って代わられている。さらに、もっと装飾的なシールやアクセサリーも多くなっている。
ビンディーを施す位置は、第6チャクラであるアージニャーで、眉間の少し上である。ビンディーはしばしば、仏の白毫、シヴァなどの第3の目などと混同されるが、これらが同じ位置にあるのは同じチャクラに基づいているからではあるものの、直接の関係は薄い。

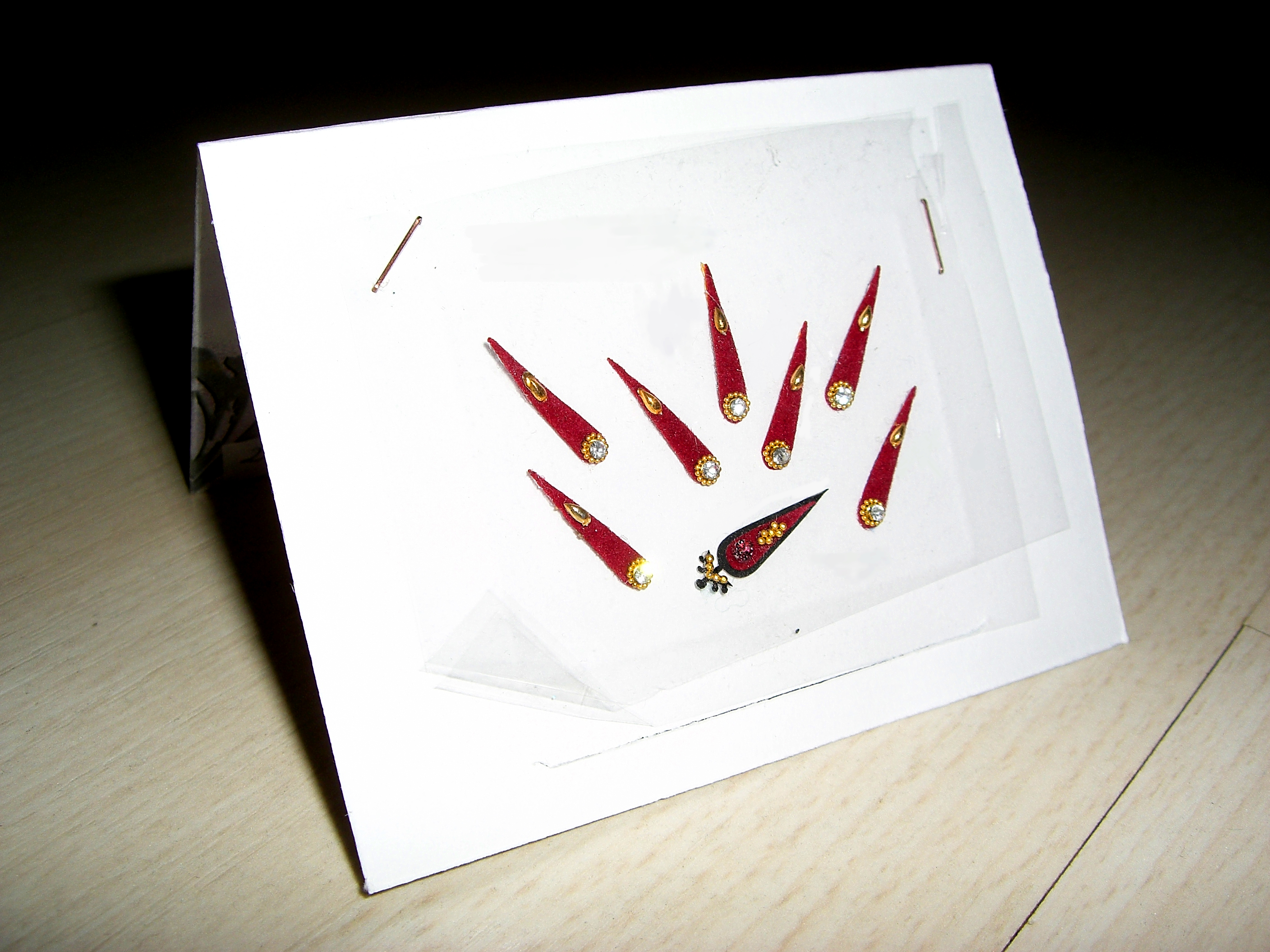
現代のビンディーの例
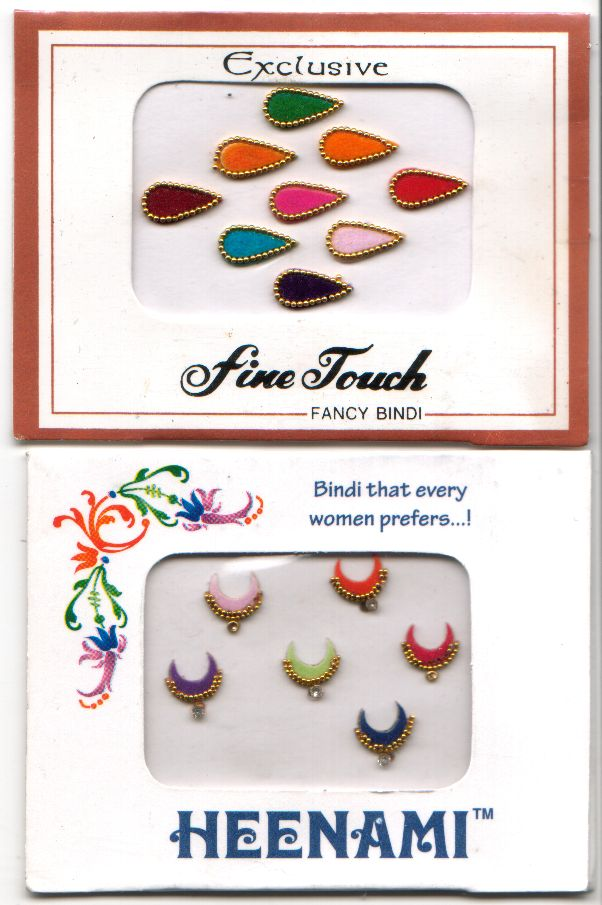
現代のビンディーの例

## ティラカ

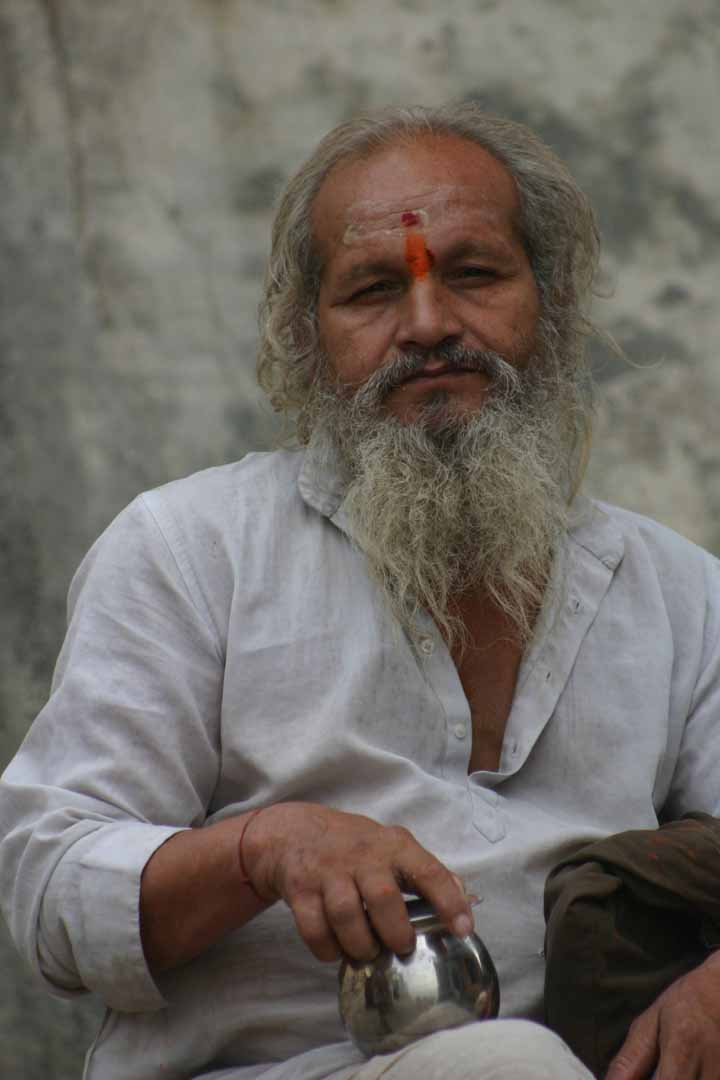
ティラカをした男性

ファッション的な意味合いが強いビンディーとは違い、ティラカまたはティラク（サンスクリット：तिलक）(en)は、宗教的な装飾である。色や形で信仰する宗派（たとえば、ヴィシュヌ信仰など）を示す。
ビンディーと違い性別や既婚/未婚は問わず、聖職者や修行者に多いが一般人でもつけることは多い。
ビンディーとは別物であるが、混同されたり、ビンディーがティラカの一種と位置づけられることもある。

ヴィシュヌ信仰のティラカ
ブラフマー信仰のティラカ